# Châtillon (Allier)
Châtillon es una comuna y población de Francia, en la región de Auvernia, departamento de Allier, en el distrito de Moulins y cantón de Montet.
Está integrada en la Communauté de communes Bocage Sud.

## Demografía
| 277 | 368 | 374 | 289 | 282 | 277 |
| Para los censos de 1962 a 1999 la población legal corresponde a la población sin duplicidades (Fuente: INSEE [Consultar]) |     |     |     |     |     |